# Antonio Pérez Olea
Antonio Pérez Olea (* 11. Dezember 1923 in Madrid; † 5. Januar 2005 in Villamantilla, Madrid) war ein spanischer Filmkomponist und Dokumentarfilmer.

## Leben
Pérez Olea besuchte das Real Conservatorio Superior de Música de Madrid und studierte u. a. bei Jesus Guridi und Conrado del Campo. Später erweiterte er seine Tätigkeitsgebiete, als er ein Studium der Optik und Kameraarbeit am Centro Sperimentale di Cinematografia erfolgreich Abschluss.
Als Filmkomponist legte er zahlreiche Arbeiten für Vicente Aranda, Mario Camus, Fernando Fernán Gómez, Jorge Grau, Luis García Berlanga und Manuel Summers vor; sein eigener Regisseur und Kameramann war er bei zahlreichen kurzen Dokumentarfilmen.
Seine Musiken wurden mehrmals prämiert, so 1965 mit dem Premio del Sindicato Nacional del Espectáculo für Julio Buchs’ Con el viento solano und im Folgejahr mit dem Premio del Círculo de Escritores Cinematográficos für den wiederum für Buchs komponierten Soundtrack zum Italowestern Mountains.

## Filmografie (Auswahl)
Komponist
- 1963: Das Geheimnis der schwarzen Witwe
- 1963: Von Rosa bis Gelb (Del rosa… al amarillo)
- 1965: Die hundert Ritter (I cento cavalieri)
- 1965: Murietta – Geißel von Kalifornien (Joaquin Murrieta)
- 1966: Mountains (Mestizo)
- 1966: Rio Hondo (Comanche blanco)
- 1967: Der Chef schickt seinen besten Mann (Requiem per un agente segreto)
- 1967: Eine Geschichte von Liebe (Una historia de amor)
- 1973: Saat der Angst (Una vela para el diablo)